# Rayo Vallecano
Rayo Vallecano de Madrid, S.A.D. (přeloženo jako Blesk z Vallecas) je španělský fotbalový klub sídlící v obvodu Puente de Vallecas (dříve samostatné město Vallecas) v hlavním městě Madrid. Momentálně hraje španělskou nejvyšší soutěž zvanou La Liga. Založen byl 29. května 1924. Během své historie strávil 19 sezón v nejvyšší soutěži, přičemž nejlepším umístěním je 8. místo v sezóně 2024/25.

## Známí hráči
- Radamel Falcao
- Diego López
- James Rodríguez

## Soupiska
k 15. srpnu 2025
| Číslo |           | Pozice | Hráč                     |
| ----- | --------- | ------ | ------------------------ |
| 1     | Španělsko | B      | Dani Cárdenas            |
| 2     | Rumunsko  | O      | Andrei Rațiu             |
| 3     | Španělsko | O      | Pep Chavarría            |
| 4     | Španělsko | Z      | Pedro Díaz               |
| 5     | Itálie    | O      | Luiz Felipe              |
| 6     | Senegal   | Z      | Pathé Ciss               |
| 7     | Španělsko | Z      | Isi Palazón (3. kapitán) |
| 8     | Argentina | Z      | Óscar Trejo (kapitán)    |
| 10    | Španělsko | Ú      | Sergio Camello           |
| 11    | Angola    | Ú      | Randy Nteka              |
| 13    | Argentina | B      | Augusto Batalla          |

| Číslo |           | Pozice | Hráč                                   |
| ----- | --------- | ------ | -------------------------------------- |
| 15    | Španělsko | Z      | Gerard Gumbau (na hostování z Granady) |
| 16    | Ghana     | O      | Abdul Mumin                            |
| 17    | Španělsko | Z      | Unai López                             |
| 18    | Španělsko | Z      | Álvaro García                          |
| 19    | Španělsko | Ú      | Jorge de Frutos                        |
| 20    | Albánie   | O      | Iván Balliu                            |
| 21    | Španělsko | Ú      | Fran Pérez                             |
| 22    | Uruguay   | O      | Alfonso Espino                         |
| 23    | Španělsko | Z      | Óscar Valentín (vice-kapitán)          |
| 24    | Francie   | O      | Florian Lejeune                        |

## Evropské poháry
| Sezóna             | Kolo        | Klub                    | Doma | Venku | Celkem |
| ------------------ | ----------- | ----------------------- | ---- | ----- | ------ |
| Pohár UEFA 2000/01 | Předkolo    | Constel·lació Esportiva | 6–0  | 0–10  | 16–0   |
| Pohár UEFA 2000/01 | 1. kolo     | Molde                   | 1–1  | 0–1   | 2–1    |
| Pohár UEFA 2000/01 | 2. kolo     | Viborg                  | 1–0  | 2–1   | 2–2    |
| Pohár UEFA 2000/01 | 3. kolo     | FC Lokomotiv Moskva     | 2–0  | 0–0   | 2–0    |
| Pohár UEFA 2000/01 | Osmifinále  | Bordeaux                | 4–1  | 1–2   | 6–2    |
| Pohár UEFA 2000/01 | Čtvrtfinále | Alavés                  | 2–1  | 0–3   | 2–4    |